# Guillermo Durán
Guillermo Durán (Tucuman, 6 juni 1998) is een Argentijnse rechtshandige tennisser die in 2009 professional werd. Hij won in zijn carrière al vier ATP-toernooien in het dubbelspel. Hij won 32 challengers in het dubbelspel.

## Palmares
| Legenda                       | Legenda               |
| ----------------------------- | --------------------- |
| Grand Slam                    |                       |
| Olympische Spelen             |                       |
| tot 2009                      | vanaf 2009            |
| Tennis Masters Cup            | ATP Finals            |
| ATP Masters Series            | ATP Tour Masters 1000 |
| ATP International Series Gold | ATP Tour 500          |
| ATP International Series      | ATP Tour 250          |

### Dubbelspel
| Nr.                              | Datum             | Toernooi         | Ondergrond    | Partner               | Tegenstanders in finale                     | Score                  | Details |
| -------------------------------- | ----------------- | ---------------- | ------------- | --------------------- | ------------------------------------------- | ---------------------- | ------- |
| Gewonnen finales herendubbel     |                   |                  |               |                       |                                             |                        |         |
| 1.                               | 7 februari 2016   | ATP Quito        | Gravel        | Pablo Carreño Busta   | Thomaz Bellucci Marcelo Demoliner           | 7-5, 6-4               | Details |
| 2.                               | 10 april 2016     | ATP Marrakesh    | Gravel        | Máximo González       | Marin Draganja Aisam-ul-Haq Qureshi         | 6-2, 3-6, [10-6]       | Details |
| 3.                               | 23 juli 2017      | ATP Umag         | Gravel        | Andrés Molteni        | Marin Draganja Tomislav Draganja            | 6-3, 6-7(4), [10-6]    | Details |
| 4.                               | 5 augustus 2017   | ATP Kitzbühel    | Gravel        | Pablo Cuevas          | Hans Podlipnik Castillo Andrei Vasilevski   | 6-4, 4-6, [12-10]      | Details |
| Verloren finales herendubbel     |                   |                  |               |                       |                                             |                        |         |
| 1.                               | 16 februari 2020  | ATP Buenos Aires | Gravel        | Juan Ignacio Londero  | Marcel Granollers Horacio Zeballos          | 4-6, 7-5, [16-18]      | Details |
| Gewonnen challengers herendubbel |                   |                  |               |                       |                                             |                        |         |
| 1.                               | 29 september 2013 | Porto Alegre (1) | Gravel        | Máximo González       | Víctor Estrella Burgos João Souza           | 3-6, 6-1, [10-5]       |         |
| 2.                               | 13 oktober 2013   | San Juan         | Gravel        | Máximo González       | Martín Alund Facundo Bagnis                 | 6-3, 6-0               |         |
| 3.                               | 22 juni 2014      | Milaan           | Gravel        | Máximo González       | James Cerretani Frank Moser                 | 6-3, 6-3               |         |
| 4.                               | 6 juli 2014       | Todi (1)         | Gravel        | Máximo González       | Riccardo Ghedin Claudio Grassi              | 6-1, 3-6, [10-7]       |         |
| 5.                               | 28 september 2014 | Porto Alegre (2) | Gravel        | Guido Andreozzi       | Diego Schwartzman Facundo Bagnis            | 6-3, 6-3               |         |
| 6.                               | 5 oktober 2014    | Cali II          | Gravel (i)    | Guido Andreozzi       | Alejandro González César Ramírez            | 6-3, 6-4               |         |
| 7.                               | 1 februari 2015   | Bucaramanga      | Gravel        | Andrés Molteni        | Nicolás Barrientos Eduardo Struvay          | 7-5, 6-7(8), [10-0]    |         |
| 8.                               | 5 april 2015      | San Luis Potosi  | Gravel        | Horacio Zeballos      | Sergio Galdós Guido Pella                   | 7-6(4), 6-4            |         |
| 9.                               | 26 april 2015     | Savannah         | Gravel        | Horacio Zeballos      | Dennis Novikov Julio Peralta                | 6-4, 6-3               |         |
| 10.                              | 7 juni 2015       | Fürth            | Gravel        | Horacio Zeballos      | Íñigo Cervantes Huegun Renzo Olivo          | 6-1, 6-3               |         |
| 11.                              | 14 juni 2015      | Caltanissetta    | Gravel        | Guido Andreozzi       | Hsin-Han Lee Alessandro Motti               | 6-3, 6-2               |         |
| 12.                              | 13 september 2015 | Genua            | Gravel        | Horacio Zeballos      | Andrea Arnaboldi Alessandro Giannessi       | 7-5, 6-4               |         |
| 13.                              | 25 oktober 2015   | Santiago-2       | Gravel        | Máximo González       | Andrej Martin Hans Podlipnik Castillo       | 7-6(2), 7-5            |         |
| 14.                              | 7 november 2015   | Guayaquil (1)    | Gravel        | Andrés Molteni        | Gastão Elias Fabricio Neís                  | 6-3, 6-4               |         |
| 15.                              | 10 juli 2017      | Prostějov        | Gravel        | Andrés Molteni        | Roman Jebavý Hans Podlipnik Castillo        | 7-6(5), 6-7(5), [10-6] |         |
| 16.                              | 1 oktober 2017    | Orléans          | Hardcourt (i) | Andrés Molteni        | Jonathan Eysseric Tristan Lamasine          | 6-3, 6-7(4), [13-11]   |         |
| 17.                              | 7 oktober 2018    | Campinas         | Gravel        | Hugo Dellien          | Franco Agamenone Fernando Romboli           | 7-5, 6-4               |         |
| 18.                              | 27 oktober 2018   | Lima             | Gravel        | Guido Andreozzi       | Ariel Behar Gonzalo Escobar                 | 2-6, 7-6(5), [10-5]    |         |
| 19.                              | 3 november 2018   | Guayaquil (2)    | Gravel        | Roberto Quiroz        | Thiago Monteiro Fabricio Neis               | 6-3, 6-2               |         |
| 20.                              | 11 november 2018  | Montevideo       | Gravel        | Guido Andreozzi       | Facundo Bagnis Andrés Molteni               | 7-6(5), 6-4            |         |
| 21.                              | 18 november 2018  | Buenos Aires (1) | Gravel        | Guido Andreozzi       | Marcelo Demoliner Andrés Molteni            | 6-4, 4-6, [10-3]       |         |
| 22.                              | 27 januari 2019   | Punta del Este   | Gravel        | Guido Andreozzi       | Sander Gillé Joran Vliegen                  | 6-2, 6-7(6), [10-8]    |         |
| 23.                              | 7 april 2019      | Alicante         | Gravel        | Thomaz Bellucci       | Gerard Granollers Pedro Martínez            | 2-6, 7-5, [10-5]       |         |
| 24.                              | 14 juli 2019      | Braunschweig     | Gravel        | Simone Bolelli        | Nathaniel Lammons Antonio Šančić            | 6-3, 6-2               |         |
| 25.                              | 18 april 2021     | Belgrado         | Gravel        | Andrés Molteni        | Tomislav Brkić Nikola Čačić                 | 6-4, 6-4               |         |
| 26.                              | 4 juli 2021       | Porto            | Hardcourt     | Guido Andreozzi       | Renzo Olivo Miguel Ángel Reyes-Varela       | 6-7(5), 7-6(5), [11-9] |         |
| 27.                              | 1 mei 2022        | Tigre-2          | Gravel        | Felipe Meligeni Alves | Luciano Darderi Juan Bautista Torres        | 3-6, 6-4, [10-3]       |         |
| 28.                              | 15 mei 2022       | Coquimbo         | Gravel        | Nicolás Mejía         | Diego Hidalgo Cristian Rodríguez            | 6-4, 1-6, [10-7]       |         |
| 29.                              | 19 juni 2022      | Corrientes       | Gravel        | Guido Andreozzi       | Nicolas Alvarez Murkel Dellien              | 7-5, 6-2               |         |
| 30.                              | 10 juli 2022      | Todi (2)         | Gravel        | Guido Andreozzi       | Romain Arneodo Jonathan Eysseric            | 6-1, 2-6, [10-6]       |         |
| 31.                              | 2 oktober 2022    | Buenos Aires (2) | Gravel        | Guido Andreozzi       | Roman Andres Burruchaga Facundo Díaz Acosta | 6-0, 7-5               |         |
| 32.                              | 16 oktober 2022   | Rio de Janeiro   | Gravel        | Guido Andreozzi       | Karol Drzewiecki Jakub Paul                 | 6-3, 6-2               |         |

## Prestatietabel
| Legenda | Legenda                          |
| ------- | -------------------------------- |
| g.t.    | geen toernooi gehouden           |
| l.c.    | lagere categorie                 |
| –       | niet deelgenomen                 |
| G       | uitgeschakeld in de groepsfase   |
| 1R      | uitgeschakeld in de eerste ronde |
| 2R      | uitgeschakeld in de tweede ronde |
| 3R      | uitgeschakeld in de derde ronde  |
| 4R      | uitgeschakeld in de vierde ronde |
| KF      | uitgeschakeld in de kwartfinale  |
| HF      | uitgeschakeld in de halve finale |
| F       | de finale verloren               |
| W       | het toernooi gewonnen            |
| w-v     | winst/verlies-balans             |

### Dubbelspel
| Grandslamtoernooien  |      |    |      |      |      |      |    |
| Australian Open      | –    | 1R | 1R   | 1R   | 1R   | 1R   | 1R |
| Roland Garros        | –    | 1R | –    | 1R   | 3R   | –    |    |
| Wimbledon            | 2R   | 2R | 1R   | –    | 1R   | g.t. |    |
| US Open              | 1R   | 1R | 1R   | –    | 1R   | –    |    |
| Olympische Spelen    |      |    |      |      |      |      |    |
| Olympische Spelen    | g.t. | –  | g.t. | g.t. | g.t. | g.t. |    |
| Statistieken         |      |    |      |      |      |      |    |
| Totaal aantal titels | 0    | 2  | 2    | 0    | 0    | 0    | 0  |
| Eindejaarsranking    | 62   | 56 | 64   | 98   | 82   | 91   |    |